# Hoàn hoa
Cyclanthus bipartitus là một loài thực vật có hoa trong họ Cyclanthaceae. Loài này được Poit. ex A.Rich. miêu tả khoa học đầu tiên năm 1824.